# یل‌چشمه جدید
یل‌چشمه جدید، روستایی از توابع بخش مرکزی شهرستان کلاله در استان گلستان ایران است.

## جمعیت
این روستا در دهستان زاوکوه قرار دارد و براساس سرشماری مرکز آمار ایران در سال ۱۳۸۵، جمعیت آن ۴۱۲ نفر (۵۶خانوار) بوده‌است.